# Шура-Міке (комуна)
Шура-Міке (рум. Șura Mică) — комуна у повіті Сібіу в Румунії. До складу комуни входять такі села (дані про населення за 2002 рік):
- Русчорі (630 осіб)
- Шура-Міке (1727 осіб) — адміністративний центр комуни

Комуна розташована на відстані 222 км на північний захід від Бухареста, 8 км на північний захід від Сібіу, 110 км на південь від Клуж-Напоки, 122 км на захід від Брашова.

## Населення
За даними перепису населення 2002 року у комуні проживали 2357 осіб.
Національний склад населення комуни:
| Національність | Кількість осіб | Відсоток |
| -------------- | -------------- | -------- |
| румуни         | 2009           | 85,2%    |
| цигани         | 276            | 11,7%    |
| німці          | 54             | 2,3%     |
| угорці         | 13             | 0,6%     |
| турки          | 2              | 0,1%     |
| євреї          | 1              | < 0,1%   |

Рідною мовою назвали:
| Мова      | Кількість осіб | Відсоток |
| --------- | -------------- | -------- |
| румунська | 2305           | 97,8%    |
| німецька  | 40             | 1,7%     |
| угорська  | 10             | 0,4%     |
| турецька  | 2              | 0,1%     |

Склад населення комуни за віросповіданням:
| Релігія                                       | Кількість осіб | Відсоток |
| --------------------------------------------- | -------------- | -------- |
| православні                                   | 2211           | 93,8%    |
| лютерани (Синодально-пресвітеріанська церква) | 43             | 1,8%     |
| бретрени                                      | 39             | 1,7%     |
| реформати                                     | 14             | 0,6%     |
| римо-католики                                 | 13             | 0,6%     |
| лютерани (Аугсбурзького сповідання)           | 10             | 0,4%     |
| греко-католики                                | 9              | 0,4%     |
| баптисти                                      | 6              | 0,3%     |
| лютерани                                      | 3              | 0,1%     |
| мусульмани                                    | 2              | 0,1%     |
| унітарії                                      | 1              | < 0,1%   |
| юдеї                                          | 1              | < 0,1%   |
| не вказали релігію                            | 1              | < 0,1%   |